# Station Biała Podlaska Wąskotorowa
Station Biała Podlaska Wąskotorowa is een spoorwegstation in de Poolse plaats Biała Podlaska.